# Pasquale Galasso
Pasquale Galasso, né à Poggiomarino, le 17 mai 1955, est un parrain du clan Galasso, un clan de la Camorra, organisation criminelle napolitaine. Depuis août 1992, il est pentito, criminel devenu témoin à charge, collaborant avec la justice italienne.

## Biographie
Pasquale Galasso est né à Poggiomarino, près de Naples, en Italie. Appartenant à une famille aisée, il étudie la médecine et entre dans la criminalité en tuant deux Camorristi qui tentaient de kidnapper son frère (ou lui demandaient le pizzo). Une fois emprisonné à Poggioreale, il a fait la connaissance de nombreux Camorristi dont Raffaele Cutolo. 
Il rejoint le clan Nuova Famiglia au début des années 1980 et devient protagoniste de l’exécution de Vincenzo Casillo, collaborateur de Cutolo, le principal rival de la Nuova Famiglia. Ce meurtre est considéré comme le début du déclin de Nuova Camorra Organizzata de Cutolo. Pendant la guerre contre ce dernier, Galasso a perdu un frère. 
La petite amie de Galasso est Florinda Mirabile, la fille de Mario Mirabile, un patron du clan Camorra. Après le meurtre de son père, elle demande à Galasso de l'aider à obtenir une arme pour venger le meurtre. Il lui achète un fusil de précision, mais la vendetta n'a jamais eu lieu. Elle devient témoin à charge contre le 'Ndrangheta en 1995, et écope en retour d'une peine légère.

## Arrestation
En 1992, Pasquale Galasso est arrêté et, après une courte période, devientu pentito. Galasso a avoué plus de vingt meurtres et a révélé où se trouvaient les victimes. Ses révélations ont choqué l'Italie en mentionnant des membres de haut niveau du Parti démocrate-chrétien alors le parti le plus important d'Italie, comme ayant des liens avec la Camorra, comme l'ancien ministre de l'Intérieur Antonio Gava.
Selon Galasso, la Camorra et la politique ne sont pas des mondes séparés. Chaque clan de laCamorra a un « sponsor politique principal » et, d'un commun accord, les politiciens et les patrons criminels décident qui doit être élu aux principaux postes politiques, qui doit obtenir des marchés publics et quels sites sont destinés à la construction.
Tout en témoignant sur les liens entre la Camorra et le  DC, Galasso déclaré qu'à la suite de l'élection du conseil municipal de Poggiomarino, il avait été invité à intervenir auprès d'un conseiller local pour le persuader avec tout le poids de la renommée camorra de s'allier avec Antonio Gava qui lui avait promis le poste de maire. La réticence de Galasso a été rapidement surmontée par l'intervention directe de son patron, Carmine Alfieri. « Il m'a assuré que Gava était de notre côté et que je ne pouvais pas lui refuser cette faveur », a déclaré Galasso. Galasso a en outre poursuivi: « Pendant la durée de ce gouvernement, j'ai été la langue convaincante, celui qui ne voulait pas renoncer à son poste de maire, et l'autre, qui voulait l'occuper, en restant unis ». 
Sa villa dans la ville de Scafati abrite désormais une caserne de la Guardia di Finanza. Une biographie a été écrite sur la vie de Galasso.

## Héritage
Selon l'historien Tom Behan, « les révélations de Pasquale Galasso sont probablement plus importantes pour comprendre la Camorra que celles de Tommaso Buscetta en termes de compréhension de la mafia. Lorsque Buscetta a décidé de coopérer avec les autorités, il vivait à l'étranger depuis plusieurs années, loin des centres du pouvoir. Galasso a été dans le chœur jusqu'à son arrestation et a sans doute joué un rôle plus important au sein de la Camorra que Buscetta dans la mafia. »